# Edreira (La Vega)
Edreira (llamada oficialmente Santa Comba de Hedreira) es una parroquia y un lugar del municipio español de La Vega, en la provincia de Orense, Galicia.

## Toponimia
La parroquia también es conocida por los nombres de Santa Columba de Edreira y Santa Comba de Edreira.

## Organización territorial
La parroquia está formada por una entidad de población:
- Edreira (Hedreira)

## Demografía
Gráfica demográfica del lugar y parroquia de Edreira según el INE español:
| Gráfica de evolución demográfica de Edreira entre 2000 y 2023 |
|                                                               |
| Datos según el nomenclátor publicado por el INE.              |